# Eugenio Granell
Eugenio Fernández Granell (La Coruña, 28 de noviembre de 1912-Madrid, 24 de octubre de 2001) fue un pintor, escritor y poeta surrealista español.

## Historia

### Infancia
Eugenio Granell nace en La Coruña en 1912. Vive la mayor parte de su infancia en Santiago de Compostela, ciudad que marcará gran parte de su obra artística.
Desde pequeño muestra una gran predisposición al arte, en concreto a la música, y en 1928 se traslada a Madrid para cursar sus estudios de violín en la Escuela Superior de Música. Allí conoce al compositor y director Enrique Casal Chapí. Es en esta época cuando comienza a asistir a tertulias políticas y literarias en los cafés madrileños. Su círculo de amistades - como Benjamín Péret o Wilfredo Lam- lo acercarán a la órbita del Partido Obrero de Unificación Marxista (POUM), en el que comenzará a militar en 1935.

### Guerra Civil
Al estallar la guerra civil española se une a las milicias fieles al gobierno republicano para defender la capital y combina esta actividad con la dirección de El Combatiente Rojo, el periódico del POUM. Finalizada la guerra se ve doblemente perseguido; por una parte el ejército fascista, victorioso, que pretendió deshacerse de los atisbos de resistencia activa contra el nuevo régimen. Por otra parte Granell sufriría la persecución de sus propios camaradas comunistas, ya que, bajo el mandato de Stalin, el POUM y su militancia -de corte trotskista y opuesta a la línea estalinista de la Unión Soviética- fueron considerados enemigos del comunismo y, por ello, condenados a persecuciones y asesinatos.

### Exilio

#### Francia
Así, en 1939, debe trasladarse a Francia. Allí encuentra una realidad distinta a la que buscaba y pasó por diversos campos de concentración hasta que, tras varios intentos, consiguió escapar y llegar a París -donde se encontrará con Péret y Lam- para buscar una salida a su situación, partiendo a Sudamérica. En el tren que lo conduce al puerto de La Havre conoce a Amparo Segarra, valenciana que huía de la represión franquista, que se convertiría en su compañera.

#### República Dominicana
Embarcan hacia Chile pero, ante la imposibilidad de este país para acoger a más refugiados, se desvían a la República Dominicana, donde se instalará, ya junto a Amparo, en la capital, Ciudad Trujillo. Allí, el artista, entrará a formar parte de la Orquesta Sinfónica como primer violín. En 1941 conoce a André Breton al entrevistarle para el diario La Nación. De este encuentro surgirá una amistad que durará hasta la muerte de este en 1966. En 1944 publica el libro de relatos El hombre verde 

#### Guatemala
En 1946, sólo seis años después de instalarse, bajo el endurecimiento de la dictadura de Trujillo, se niega a firmar una carta de adhesión al régimen, por lo que deben abandonar el país y se trasladan a Guatemala. Allí ingresa como profesor en la Escuela de Artes Plásticas, manteniendo una intensa actividad cultural.
Al inicio de la revolución guatemalteca, en 1950, debe escapar, nuevamente, del país, por temor a la persecución estalinista. Esta vez la familia Granell-Segarra llega a Puerto Rico, donde el artista ocupará la cátedra de Historia del Arte en la Facultad de Humanidades. En estos años publica Isla Cofre Mítico -que se acerca tremendamente al estilo poético surrealista- y participa en diversas exposiciones colectivas en la universidad puertorriqueña. Aunque en Santo Domingo había colaborado con él en revistas de poesía, será aquí donde nacerá  su profunda amistad con Juan Ramón Jiménez.

#### Nueva York
En 1958 conoce a Marcel Duchamp, que halagará su arte -poética y pictórica-, lo que llevará a Eugenio Granell a reforzar su actividad como pintor surrealista. Ese mismo año se traslada a Nueva York de forma definitiva, lugar en el cual ingresará como catedrático de Literatura Española en el Brooklyn College de Nueva York. Junto a su tesis doctoral Sociological Perspectives of Guernica -conocida en castellano como El Guernica de Picasso; el fin de una era española- publica Federica no era tonta y otros cuentos y La leyenda de Lorca y otros escritos.

### Regreso a España
Se trasladará a España definitivamente en 1985. Recibe numerosos premios, entre los que destaca la Medalla de Oro de las Bellas Artes, otorgada por el Consejo de Ministros.

## Fundación Eugenio Granell
La Fundación Eugenio Granell se establece en 1995 en Santiago de Compostela, ciudad de la que será nombrado hijo adoptivo en 1997. Su sede principal se sitúa en el Pazo de Bendaña, en pleno centro histórico de la ciudad.

## Características generales de su obra pictórica
Según viajó y se rodeó de diferentes autores contemporáneos, las influencias variaron las características generales de su obra pictórica, que se desglosan en los siguientes subapartados:

### Santo Domingo 1940-1947
- El hilo del azar (s/f)
- Descanso en las nubes (1942)
- Figuras jugando (1945)
- Armida (1943)
- Amistad (1946)

Las obras de esta primera etapa se caracterizan por la heterogeneidad de iconografía y estilo, consecuencia de diversas influencias como las de Picasso, Wilfredo Lam o Miró. Habrá por lo tanto obras muy diversas;  sus trazos  más representativos son la facilidad de dibujo, una mayor tendencia hacia colores más planos que en otras etapas posteriores, organicidad de formas y una valoración del hueco junto con cierto dinamismo, influido por la obra de Picasso de los años 20. En esta etapa también hay una presencia de figuras antropomorfas, como por ejemplo en Armida (1943).

### Guatemala 1947-1950
- Cabeza de indio (1945)
- Curandero indio (1946)
- Los blasones mágicos del vuelo tropical (1947)

La influencia de Picasso vuelve a estar muy presente en esta segunda etapa, en la que lleva a cabo una serie de retratos de cabezas de indios, como por ejemplo Cabeza de indio o Curandero indio; que presentan trazos étnicos y muestran una estética derivada del cubismo con elementos que refieren a las vanguardias históricas europeas. Así encontramos una alusión a máscaras de civilizaciones primitivas, con gran cromatismo, síntesis de formas, trazos lineales gruesos que definen el contorno y las líneas básicas de la composición son resueltas con un gusto geométrico-constructivo (triángulos, rombos, trapecios...). Además se caracterizan por la ausencia de fondo, configurándose con un color plano o con pequeños atisbos de graduación tonal. En Guatemala ingresa como profesor en la Escuela de Artes Plásticas, manteniendo una intensa actividad cultural; colabora en la Radio Nacional de Guatemala, publica artículos en las revistas Plástica y Revista de Guatemala, participa en la creación de la AGEAR -Asociación Guatemalteca de Escritores y Artistas Revolucionarios-.

### Puerto Rico 1950-1956
- Noche de paz noche de amor (1956)
- Génesis probable del blasón (1956)
- La vitrina del entomólogo (1952-1954)

Se trata de la etapa de plena madurez del pintor, en ella las metamorfosis ampliarán su espectro y definición formal. Su obra es más pictórica que nunca, enfatizando la graduación tonal, la definición lineal, a descripción morfológica de sus criaturas, el relieve y el cromatismo. Deriva hacia construcciones orgánicas, a veces no exentas de erotismo y en las que será complicado reconocer si en esos conjuntos metamorfoseados se encuentran personajes fantásticos, máquinas desconocidas o paisajes oníricas y siderales. Hay por lo tanto una indefinición cognoscitiva que contrasta con el gran detalle formal con el que se resuelven técnicamente las imágenes.

### Estados Unidos 1956-1985
- Figuras llamando a una puerta incendiada (1976)
- El volcán de agua (1954)
- La estrella de Perseo (1957)
- El palacio flotante en algas y corales (1963)
- La dama del aire (1976)

En esta etapa comienza a variar la técnica de ejecución de sus lienzos y dibujos paulatinamente. En los lienzos comenzará a aplicar la pintura con pequeñas pinceladas yuxtapuestas, a modo de escamas, con un resultado final semejante al de un mosaico cuyos contornos muy definidos delimitan las formas y colores. Preferencia por la abstracción, en la pintura desaparece la figuración  en 1957, cuando la familia fija definitivamente su residencia en Nueva York.  Estas características se dan en algunos de los cuadros presentes en la sala, El volcán de agua, La estrella de Perseo, El palacio flotante en algas y corales. Se trata del antecedente que dará pie a los Paisajes Mágicos. Comienzan las alusiones semánticas al paisaje, como en el volcán de agua.
En el año 1972 se produce una vuelta a la figuración, desapareciendo la técnica de las pinceladas a modo de escama, mudándolo por un estilo muy caligráfico de trazos barroquizantes. El color adquirirá grandes dimensiones llegando a ser en ocasiones el aspecto más llamativo de los lienzos. Las pinturas adquieren, más que nunca, una dimensión que se acerca al mundo de la ilustración infantil, tomando presencia algunos juegos o personajes próximos a la estética del cómic. Está presente a influencia del pop-art.

### España 1985-2001
- Escaramuza tribal en el centro mismo de Madrid (1993)
- El pajarero busca a su ruiseñor (1993)
- El artista escultor atempera con flores la rebelión de sus monumentos (1989)
- El príncipe constante (1990)

En esta etapa se hace patente un allanamiento cromático y la reducción de los elementos compositivos, siendo frecuente que el fondo prescinda de escenografía, configurándose en líneas de horizonte simples o quebradas, que delimitarán masas de colores planos de mayor o menor intensidad. Estos recursos potencian la monumentalidad de las figuras e incrementa la descripción de los ropajes y morfología de las mismas, provocando un fuerte contraste. Se potencia la falta de perspectiva y por consiguiente el allanamiento del conjunto. Además hay un incremento del uso del color negro, tanto como línea de contorno generadora de formas como un color autónomo más. Otro grupo de obras se caracteriza por composiciones más barrocas, próximas a la indefinición naturalista, con fuertes contrastes cromáticos y ausencia de graduación tonal.

## El cine de Eugenio Granell
A principios de los años 60, Eugenio Granell rodó una serie de películas experimentales en 8 mm y escribió algunos guiones cinematográficos surrealistas. Su cine se divide en dos campos: por un lado, realizó películas filmadas, que van desde la narración surrealista hasta el cine puro; y por otro algunas películas abstractas, no fotografiadas, en las que el artista manipula directamente la tira de película y su emulsión. Película hecha en casa con pelota y muñeca (1962) es una narrativa surrealista que intenta plasmar sus guiones en imágenes. Trompos (1961) y Middlebury (1962) son ejemplos de cine puro y no narrativo. En la primera, unas peonzas, que Marcel Duchamp había regalado a Granell, se mueven en pantalla, en planos cenitales, jugando con el espacio entre el campo y el fuera de campo. Middlebury consta de dos bobinas sobre las que se filmó dos veces una reunión campestre, por lo que todo el metraje está superpuesto. Casa (1963) es una pieza breve que retrata el espacio interior de la casa del artista.
Las películas abstractas son Invierno (1960), Lluvia (1961) y Dibujo (1961). El primero y el último están pintados directamente sobre el celuloide; Lluvia, en cambio, crea sus imágenes rayando la emulsión fotográfica.

## La literatura de Eugenio Granell
Eugenio Granell publicó tres novelas en México. La novela del Indio Tupinamba (1959) es una "sátira política" y alegoría de la guerra civil española; El clavo (1967) es una "distopía" y Lo que sucedió... (1968), premio Don Quijote de 1967, es una "crónica social". La novela del Indio Tupinamba fue traducida al inglés como The Novel of the Tupinamba Indian por David Coulter (City Lights Publishers, 2018).

## Filmografía
- Invierno (1960)
- Lluvia (1961)
- Dibujo (1961)
- Trompos (1961)
- Middlebury (1962)
- Película hecha en casa con pelota y muñeca (1962)
- Casa (1963)

## Guiones cinematográficos
- La bola negra (principios dos anos 1950)[6]
- El arte de pintar es un antiguo compañero del ser humano (1958)[7]
- Nuevas aventuras del Indio Tupinamba en la República Occidental del Carajá (coescrito con José Luis Egea a finais da década de 1980)

## Novelas
- La novela del Indio Tupinamba (1959)
- El clavo (1967)
- Lo que sucedió... (1968)